# Count Down TV
Count Down TV (jap. カウントダウン・ティーヴィー Kauntodaun Tīvī, skrót: CDTV) – japoński muzyczny program telewizyjny po raz pierwszy zrealizowany 7 kwietnia 1993 roku w telewizji TBS. Pod koniec marca 2020 roku program Count Down TV został podzielony na dwa różne programy: CDTV Saturday (CDTVサタデー, CDTV satadē) w soboty oraz CDTV! Live! Live! (CDTVライブ！ライブ！, CDTV raibu! raibu!) w poniedziałki. Sobotni program zakończył emisję 21 marca 2021 roku, a rankingi, które były w nim emitowane, są transmitowane w ramach CDTV! Live! Live!.
CDTV Live! Live! (jap. CDTVライブ！ライブ！ CDTV Raibu! Raibu!, skrót: CDTVLL) – siostrzany program Count Down TV, emitowany na żywo w każdy poniedziałek od 30 marca 2020 roku.